# Brendon Rodney
Brendon Justin Rodney (Etobicoke, 9 de abril de 1992) es un deportista canadiense que compite en atletismo, especialista en las carreras de relevos.
Participó en tres Juegos Olímpicos de Verano, obteniendo tres medallas, bronce en Río de Janeiro 2016, plata en Tokio 2020 y oro en París 2024, en la prueba de 4 × 100 m.
Ganó dos medallas en el Campeonato Mundial de Atletismo, en los años 2015 y 2022, y dos medallas en los Relevos Mundiales, en los años 2024 y 2025.

## Palmarés internacional
| Juegos Olímpicos   | Juegos Olímpicos        | Juegos Olímpicos  | Juegos Olímpicos |
| Año                | Lugar                   | Medalla           | Prueba           |
| ------------------ | ----------------------- | ----------------- | ---------------- |
| 2016               | Río de Janeiro (Brasil) | Medalla de bronce | 4 × 100 m        |
| 2020               | Tokio (Japón)           | Medalla de plata  | 4 × 100 m        |
| 2024               | París (Francia)         | Medalla de oro    | 4 × 100 m        |
| Campeonato Mundial |                         |                   |                  |
| Año                | Lugar                   | Medalla           | Prueba           |
| 2015               | Pekín (China)           | Medalla de bronce | 4 × 100 m        |
| 2022               | Eugene (Estados Unidos) | Medalla de oro    | 4 × 100 m        |
| Relevos Mundiales  |                         |                   |                  |
| Año                | Lugar                   | Medalla           | Prueba           |
| 2024               | Nasáu (Bahamas)         | Medalla de plata  | 4 × 100 m        |
| 2025               | Cantón (China)          | Medalla de bronce | 4 × 100 m        |